# Debatforum
 Der er for få eller ingen kildehenvisninger i denne artikel, hvilket er et problem. Du kan hjælpe ved at angive troværdige kilder til de påstande, som fremføres i artiklen.

Debatforum er et sted hvor man udveksler synspunkter om et givent emne således, at man kan nå frem til en politik.

## Læserbreve
Oprindelig var tingsteder, og senere torve og pladser, et oplagt sted at lufte sine meninger. Efterhånden som aviser og tidsskrifter blev udbredt, så skete meningsudvekslingen i læserbreve, debatindlæg og kronikker. 

## Internetforum
Der findes også efterhånden en del fora på internettet. Det er steder, hvor man kan udveksle viden, diskutere eller bare snakke sammen. Et eksempel på forumsoftware er open source-forummet phpBB.

### Rejseforum
Et rejseforum er en type internetforum, der fungerer som en blanding af rejsebøger, fotoalbum og socialt fællesskab på internettet. Man lægger sine ferieoplevelser online – så alle kan nyde og lære af dem. Ofte henvender et rejseforum sig til et specielt publikum. Der findes rejsefora i mange forskellige udgaver, og antallet er hastigt stigende.[kilde mangler] Mange rejseselskaber gør i dag brug af rejseforum for at få brugere til besøge deres websider, men der findes også andre udbydere, som primært fokuserer på mediet rejseforum. 